# Castèthgalhard
Castèthgalhard (francès Castelgaillard) és un municipi occità del Savès, a la Gascunya, situat al departament de l'Alta Garona i a la regió d'Occitània.